# Andre Iguodala

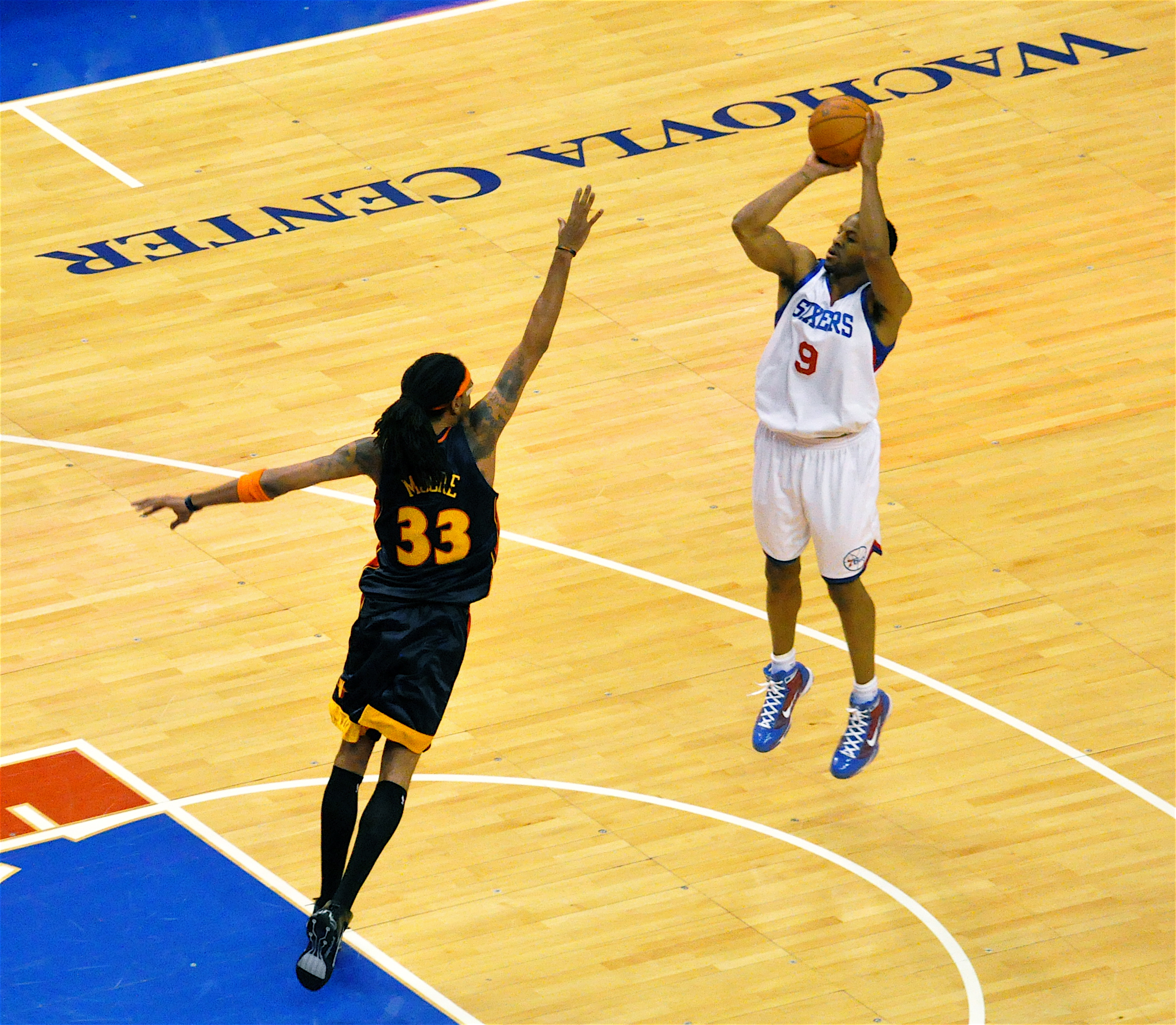
Andre Iguodala 2009.

Andre Tyler Iguodala, född 28 januari 1984 i Springfield i Illinois, är en amerikansk före detta basketspelare som sist spelade för Golden State Warriors i NBA. 

## Tidig karriär
Andre Iguodala inledde sin karriär i Lanphier High School. Han ledde laget till final i Illinois High School Association Class AA State Tournament. Den säsongen snittade han 23,5 poäng, 7,8 returer och 4,1 assister per match.
När det var dags att börja på college valde Iguodala att gå på University of Arizona. Säsongen 2003-2004 ledde Iguodala lagets interna statistik i assister, returer och steals. Han blev även vald till lagets MVP. Iguodala avslutade sin collegekarriär med att totalt ha gjort 594 poäng, tagit 409 returer och gjort 95 bollstölder.

### 2004-05
Philadelphia 76ers draftade Iguodala som nionde man i 2004 års draft. Iguodala hade en bra rookiesäsong, han spelade i samtliga 82 matcher vilket ingen annan i laget gjorde. Iguodala snittade 9 poäng, 5.7 returer, 3 assister och 1.7 bollstölder per match. Det gav honom en plats i All-Rookie First Team.
Iguodala inledde säsongen med nummer 4, men efter att laget värvat Chris Webber fick Iguodala nummer 9 i stället.

### 2005-06
Iguodala deltog i Rookie Challenge som är en match mellan ligans nykomlingar och andraårsspelare. Andre Iguodala blev vald till matchens MVP. Iguodala snittade 12,3 poäng och 5,9 returer.

### 2006-07
När Allen Iverson lämnade för Denver Nuggets blev Iguodala tvungen att ta större ansvar och blev lagets stora stjärna. Iguodala tog sånär 76ers till slutspelet. 18,2 poäng, 5,7 returer och 5,7 assister blev hans facit.

### 2007-08
Andre Iguodala gjorde sin hittills bästa poängnotering när han snittade 19,9 poäng per match. Han stod även för 5,4 returer samt 4,8 assister per match. 76ers gick till slutspel efter ha vunnit 40 matcher och förlorat 42. Laget åkte ut i den första omgången mot Detroit Pistons. Den 17 augusti skrev Iguodala på ett 6-årskontrakt värt 80 miljoner dollar.

### 2008-09
Iguodala tog åter igen 76ers till slutspelet, där de förlorade mot Orlando Magic. Iguodala snittade 18,8 poäng, 5,7 returer och 5,3 assister.

### 2009-10
Philadelphia 76ers gjorde en katastrofsäsong och slutade tredje sist i sin "conference". Trots det gjorde Iguodala en bra säsong, han gjorde karriärbästa noteringar i returer (6,5), assister (5,8) och blockar (0,7) och snittade 17.1 poäng per match.